# Цијаноза
Цијаноза, (грч. κυανεος - плава), венска, пасивна или застојна хиперемија, (лат. cyanosis) је знак болести који карактерише појава тамноплаве (модре) боје ткива у организму, настао као последица редукције хемоглобина у капиларној крви због успореног отицања крви, при чему долази до препуњености вена и капилара. Цијаноза се најлакше примећује на корену нокта, видљивим слузокожама, склери, ресици ува, уснама и на прстима где је кожа најтања.

## Етиологија
Према узроку (механизму) настанка, цијаноза се дели на централну (када су промене видљиве на уснама и видљивом делу слузокоже главе) и периферну (код које су промене најчешће локализоване на горњим и доњим удовима. Цијаноза може бити и генерализована ако је праћена истовременим знацима и симптомима периферних и централних узрока цијанозе).

## Патофизиологија
Цијаноза настаје као клинички знак снижене концентрације кисеоника (хипоксија) у периферној крви, односно када количина редукованог хемоглобина (деоксихемоглобина) порасте на најмање 5 g% (5g/dl) у капиларној крви. Настанак цијанозе пре свега зависи од;
- укупне количине хемоглобина у крви,
- степена незасићености хемоглобина,
- стања капиларне циркулације,
- стања централних и периферних механизама регулације дисања и циркулације.

Цијаноза може настати не само код проширења капилара (вазодилатација), већ и у току њиховог стезања (вазоконстрикције) што има за последицу успорен проток крви кроз артерије и вене коже и веће отпуштање кисеоника. Зато умерена хладноћа чак и код здравих људи може изазвати цијанозу, делова тела изложених хладноћи. Код јаке хладноће цијаноза се не јавља због смањене потрошње кисеоника од стране ткива, изазване хипотермијом, што инхибира редукцију хемоглобина.
Цијаноза се не јавља у анемичној хипоксији и ако је количина хемоглобина мала као и при тровању угљен-моноксидом, која је маскирана карбоксихемоглобином (који је црвене боје као трешња), и у хистотоксичној хипоксији у којој је садржај гасова у крви нормалан.
Тамна боја коже слична цијанози може се јавити код метхемоглобинемије, која због веће количине метхоемоглобина (једињења феригвожђа) даје крви тамну боју.

### Централна цијаноза
Централна цијаноза настаје услед ниске артеријске сатурације кисеоником узроковане најчешће поремећајима функција крвотока, мозга и органа за дисање, који доводе до непотпуне оксигенације крви у плућима или већег отпуштања кисеоника у ткивима, због успоравања циркулације крви у крвним судовима коже и видљиве слузокоже. Према дужини трајања цијаноза може бити акутна (када најчешће након 3-5 минута захтева хитну интервенцију лекара) или хронична у току хроничног тока неких болести или поремећаја.
Акутни цијаноза може бити и последица гушења (асфиксија) или механичке опструкције дисајних путева, и једна је од најсигурнијих знакова постојања блокаде вентилације кроз дисајне путеве, и захтева хитну интервенцију.
| Локализација поремећаја | Болест-поремећај |
| ----------------------- | --- |
| Централни нервни систем | - Интракранијална крварења - Церебрална хипоксија - Злоупотреба дроге, (нпр. код предозирања хероина) - Акутни висински едем мозга                                                                                      |
| Респираторни систем     | - Бронхиолитис - Бронхоспазам (нпр. бронхијална астма) - Плућне болести - Плућна емболија - Хиповентилација - ХОБП (емфизем и хронични бронхитис) - Акутни висински едем плућа - Плућни емфизем, - Спастични бронхитис, |
| Кардиоваскуларни систем | - Урођене срчане мане (нпр. Тетралогија Фалот, десно-леви шант у срцу или великим крвним судовима)[3] - Акутни застој срца - Инфаркт миокарда - Срчане аритмије                                                         |
| Крвни систем            | - Метхемоглобинемија - Полицитемија |
| Остало                  | - Висинска болест - Хипотермија - Конгенитална цијаноза (ХБМ Бостон) |

### Периферна цијаноза
Периферна цијаноза је појава плаве боје на прстима или удовима, због неадекватне циркулације. Када крв која доспева до удова није довољно обогаћена (сатурисана) кисеоником она има тамнију боју и кроз кожу види као плава пребојеност коже. Сви фактори који изазивају централну цијанозу могу изазвати и симптоме периферне цијанозе, међутим, периферна цијаноза се може манифестовати и без промена на срцу, плућима и другим органима.
Узроци периферне цијанозе
| Локализација поремећаја    | Болест-поремећај |
| -------------------------- | --- |
| Као код централне цијанозе | - Сви узроци централне цијаноза могу изазвати и периферну цијанозу. |
| Остали узроци              | - Артеријска опструкција - Изложеност тела умереној хладноћи (због вазоконстрикције) - Рејноов феномен (због вазоконстрикције) - Смањена срчана активност (нпр. срчана инсуфицијенција, хиповолемија) - Вазоконстрикција капилара - Венска опструкција (зачепљење) (нпр. тромбоза дубоких вена) |

## Дијагноза
- Доказује се одређивањем парцијалног притиска кисеоника (Po2) у артеријском систему и сатурације кисеоника.
- Полицитемиа (лат. Polycythemia vera) може да доведе до појаве цијанозе централног типа упркос нормалној сатурације кисеоником јер велики број црвених крвних зрнаца повећава количину редукованог хемоглобина.
- Диференцијална дијагноза цијанозе узрокована шантом у срцу или плућима од оне која је изазвана примарним обољењем плућа поставља се тестом удисања 100% кисеоника. Кисеоник неће имати ефекта на цијанозу изазвану шантом, али ће цијаноза нестати ако је у питању паренхиматозно обољење плућа.
- Ако је сатурација артеријске крви кисеоником нормална највероватније се ради о периферној цијанози. Појављује се најчешће на непокривеним деловима тела или на врховима прстију, носу, ушима и образима. Узрокована је успореном циркулацијом у периферној васкуларној мрежи због чега се у капиларном протоку ослобађа већа количина кисеоника него што је то нормално, па крв мења боју (постаје тамнија).
- Нека обољења као што су митрална стеноза, пулмонална стеноза или инсуфицијенција срца могу да доведу до смањеног „срчаног одговора“ и појаве периферне цијанозе.
- Најчешћи узроци цијанозе су повећана напетост нервног система која удружена са хладноћом, изазива вазоконстрикцију крвних судова на периферији организма.

## Лечење
Лечење цијанозе је симптоматско у зависности од болести-поремећаја који је довео до њене појаве.

## Последице
Последице локалних сметњи у отицању венске крви варирају према степену сметњи од сасвим незнатних до веома тешких и опасних. Ове варијације зависе од мање или веће могућности отицања застале крви преко међусобно повезаних бочних грана или анстомоза.